# Geografija Moldavije
Moldavija je država, ki se nahaja v vzhodni Evropi. Moldavija na zahodu in jugozahodu meji na Romunijo, na severu, jugu in vzhodu pa na Ukrajino. Večina njenega ozemlja leži v regiji Besarabija, med dvema glavnima rekama območja, Dnestrom in Prutom. Dnester predstavlja majhen del meje Moldavije z Ukrajino na severovzhodu in jugovzhodu, vendar večinoma teče skozi vzhodni del države in ločuje Besarabijo in Pridnestrje. Reka Prut tvori celotno zahodno mejo Moldavije z Romunijo. Donava se na najjužnejši konici približa moldavski meji in tvori mejo, ki je dolga 200 metrov.